# Alexandre de Laborde (Bibliophiler)
Alexandre-Léon-Joseph, comte de Laborde (* 1. November 1853 auf Schloss Beauregard in Fontenay-en-Vexin, Département Eure; † 16. Juli 1944 in Paris) war ein französischer Offizier und Bibliophiler.

## Leben
Alexandre de Laborde, Sohn von Léon de Laborde (1807–1869) und Enkel von Alexandre de Laborde (1773–1842), begann seine militärische Laufbahn 1873 mit dem Eintritt in die École Spéciale Militaire de Saint-Cyr.  1879 wurde er Unterleutnant der Infanterie in Évreux, 1881 Leutnant. Ab 1881 diente er im Generalstab, 1885 wurde er Hauptmann, 1896 Chef de bataillon und 1907 Lieutenant-colonel. 1911 schied er aus dem aktiven Dienst aus, wurde jedoch im Ersten Weltkrieg noch einmal mobilisiert.
Sei Interesse galt alten Büchern. Er legte eine große Sammlung von Büchern und Graphiken an und publizierte auch wissenschaftlich zur Geschichte der Buchmalerei. Von besonderer Bedeutung sind seine Veröffentlichungen zu den Illustrationen von De civitate Dei des Augustinus und der Bible moralisée. Er war Präsident der Société des bibliophiles français sowie 1911 Gründer und erster Präsident der Société française de reproduction des manuscrits à peinture. Ferner war er Mitglied des Comité des travaux historiques et scientifiques, der Société des antiquaires de France, der Société de l’histoire de France und der Société de l’histoire de Paris et de l'Île-de-France. 1917 wurde er Mitglied der Académie des inscriptions et belles-lettres, der schon sein Vater und sein Großvater angehört hatten. Ferner war er Ritter der Ehrenlegion.

## Veröffentlichungen (Auswahl)
- Les manuscrits à peintures de la Cité de Dieu de saint Augustin. 3 Bände, Paris 1909.
- Ernest Quentin-Bauchard, bibliophile, 1830–1909, 1910.
- La Bible moralisée illustrée, conservée à Oxford, Paris, et Londres. 5 Bände, Paris 1911–1927.
- La mort chevauchant un bœuf, origine de cette illustration de l’office des morts dans certains livres d’heures de la fin du XVe siècle, 1923.
- Les miracles de Notre Dame. 1929.
- Chanson de Roland. Reproduction phototypique du Manuscrit Digby 23 de la Bodleian Library d’Oxford. 1932.
- Les principaux manuscrits à peinture conservés dans l’ancienne Bibliothèque impériale de Saint-Pétersbourg. 2 Bände, Paris 1936–1938.
- Nicolas Houel, fondateur de la Maison de charité chrétienne, 1937.